# Verfassung des Königreichs Bayern von 1818

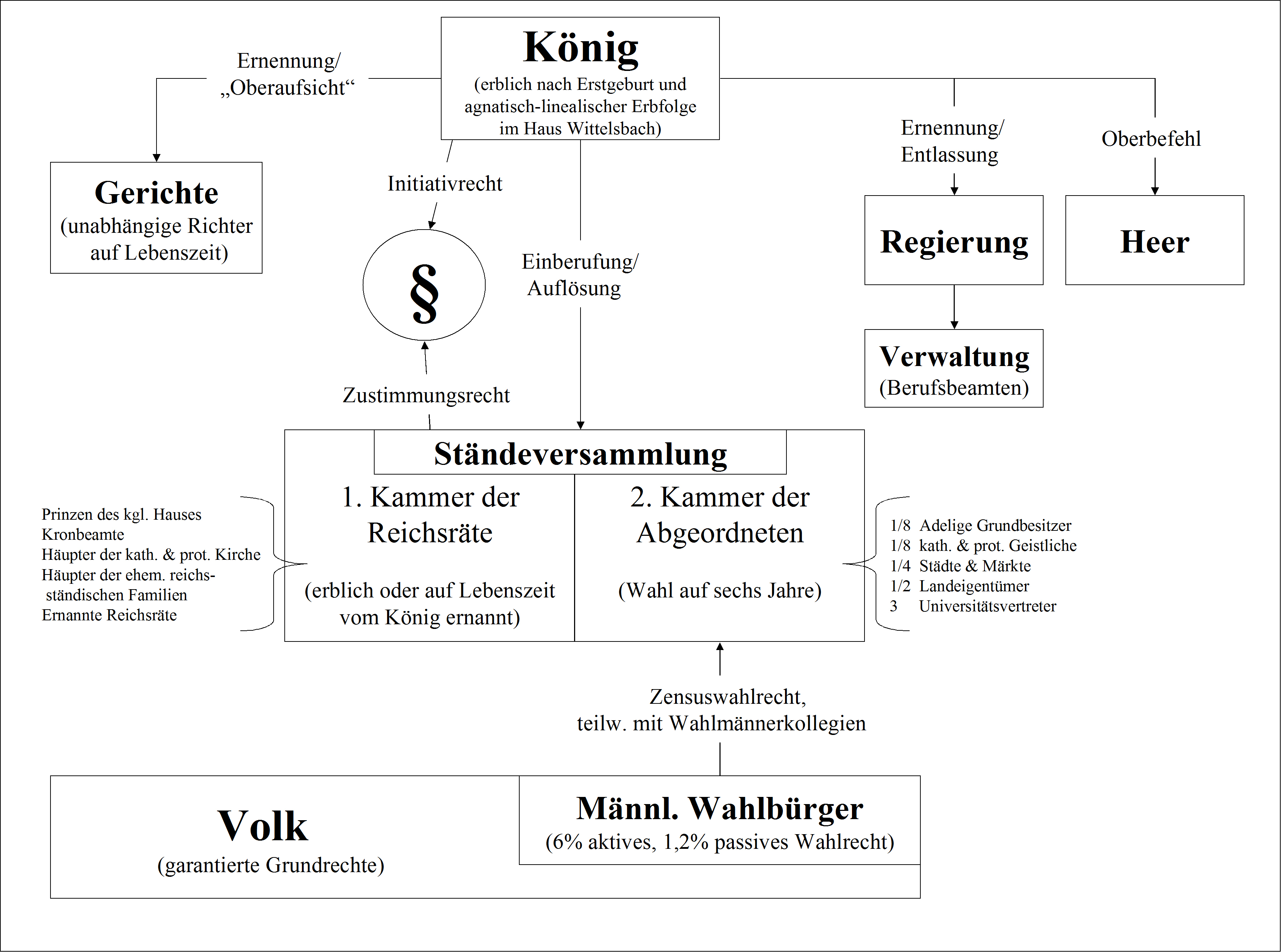
Schematische Darstellung der Verfassung von 1818

Die Verfassung des Königreichs Bayern von 1818 war die zweite Verfassung des Königreichs Bayern. Sie blieb, mit einigen Modifikationen, bis zum Ende der Monarchie in der Novemberrevolution von 1918 gültig.

## Entstehung

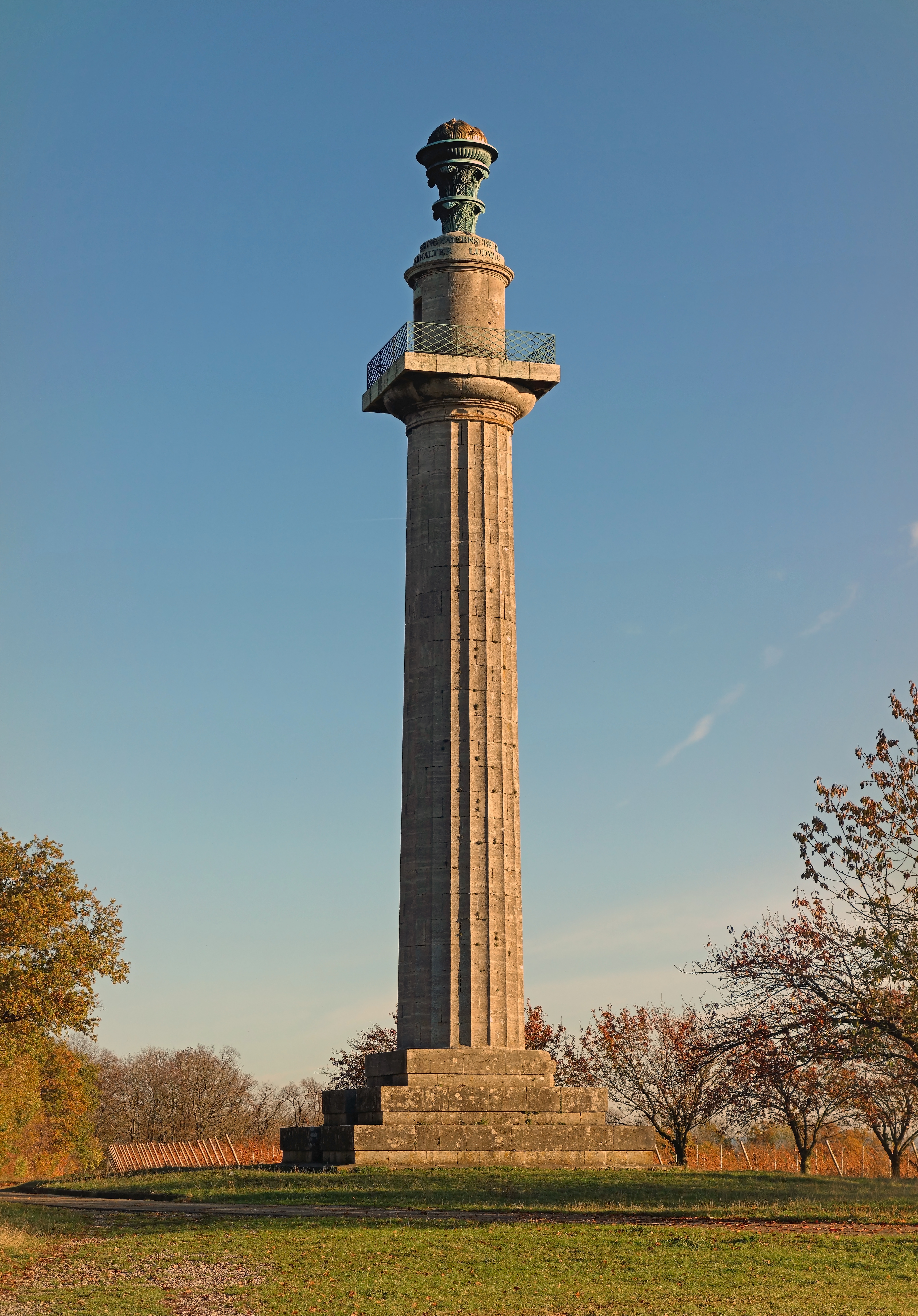
Konstitutionssäule (Gaibach)

Am 26. Mai 1818 erließ Maximilian I. Joseph von Bayern – als erster der fünf deutschen Könige – eine „aus Unserm freyen Entschlusse euch gegebene“ neue Verfassung. Bayern war damit der achte Staat des Deutschen Bundes, der eine geschriebene Verfassung erhielt. Der Hintergrund ihres Entstehens war das Bemühen Metternichs eine Bundesverfassung zu verhindern. Die Verfassung wurde einseitig vom König erlassen, der König legte jedoch einen Eid auf die Verfassung ab und machte damit klar, dass er sich an diese gebunden fühlte. Im Gegensatz zur Bayerischen Konstitution vom 1. Mai 1808 regelte die neue Verfassung (früher auch mit „Constitution“ bezeichnet) die Frage einer Volksvertretung moderner, lehnte sich sonst aber in vielen Punkten an die vorherige Verfassung an.

## Inhalt
Gemäß dem monarchischen Prinzip vereinigte der König „in sich alle Rechte der Staatsgewalt“, übte sie aber „unter den von Ihm gegebenen in der gegenwärtigen Verfassungs-Urkunde festgesetzten Bestimmungen aus“ (Titel II § 1). Die volle Gewaltenteilung war damit noch nicht erreicht, aber ihre Grundlagen waren gelegt.
Die „Stände-Versammlung“ (ab 1848 „Landtag“ genannt) war in zwei Kammern geteilt (Titel VII. Von dem Wirkungskreise der Stände-Versammlung). In der ersten Kammer, der Kammer der Reichsräte, saßen Vertreter des Hochadels und der Geistlichkeit sowie weitere vom König ernannte Personen. Die zweite Kammer wurde nach einem indirekten Klassenwahlrecht besetzt, welches für die Vertreter der Städte (4. Klasse) und einfachen Grundbesitzer (5. Klasse) einen Zensus vorsah. Ohne Zustimmung der Ständeversammlung konnte kein Gesetz erlassen und keine Steuer erhoben werden. Überdies hatte sie laut § 19 „das Recht, in Beziehung auf alle zu ihrem Wirkungskreise gehörigen Gegenstände dem Könige ihre gemeinsamen Wünsche und Anträge in der geeigneten Form vorzubringen“ – eine Bestimmung, die den Kern zum Recht der Gesetzesinitiative barg und 1848 in einem besonderen Gesetz ausformuliert wurde. Gegenüber modernen Verfassungen fehlte ein allgemeines, geheimes und direktes Wahlrecht, doch wurde dieses 1848, 1881 und 1906 weiterentwickelt (siehe unten). Ebenso entschied der König allein über die Einberufung, Vertagung und Auflösung der Ständeversammlung, die also kein Selbstversammlungsrecht hatte.
Der seinerzeit vergleichsweise fortschrittliche Grundrechtekatalog (Titel IV. Von allgemeinen Rechten und Pflichten) sah den gleichen Zugang zu allen öffentlichen Ämtern, Sicherheit und Freiheit der Person, das Recht auf Unverletzlichkeit des Eigentums, das Recht auf den gesetzlichen Richter, Gewissens- und eingeschränkt auch Pressefreiheit, Lastengleichheit sowie die Auswanderungsfreiheit vor. Titel VII § 21 der Verfassung gewährte ein Petitionsrecht.

## Weitere Entwicklung

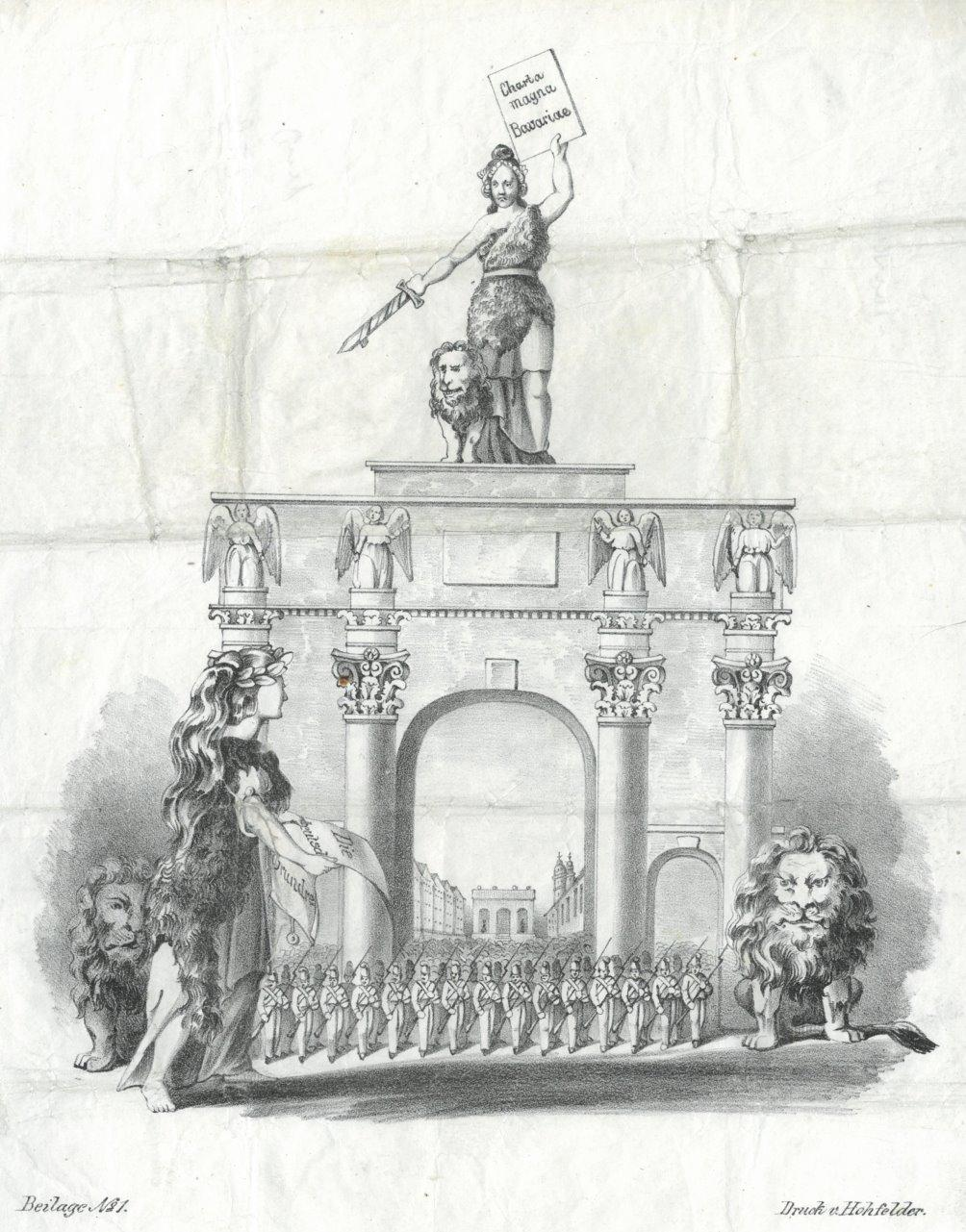
Die Bavaria mit der Magna Charta Bavariae (Illustration aus dem Jahr 1818)

Verschiedene Wahlrechtsreformen schlugen sich (von der Aufhebung gewisser Paragraphen abgesehen) nicht im Verfassungstext nieder, sondern wurden auf Gesetzesebene, aber mit dem für Verfassungsänderungen nötigen Verfahren, erlassen. Mit dem Gesetz, die Wahl der Landtags-Abgeordneten betreffend vom 4. Juni 1848 wurde das aktive Wahlrecht zur zweiten Kammer auf alle volljährigen männlichen Staatsangehörigen ausgedehnt, die dem Staat eine direkte Steuer entrichteten und nicht wegen Verbrechen verurteilt waren (Artikel 5). Um als Abgeordneter gewählt zu werden, musste das 30. Lebensjahr zurückgelegt sein (Artikel 7). 1881 brachte eine Gesetzesänderung die geheime Wahl und genauer formulierte Wahlrechtsvoraussetzungen. Das Landtagswahlgesetz vom 9. April 1906 führte dann die direkte Wahl der Abgeordneten ein. Die aktive und die passive Wahlberechtigung zur zweiten Kammer hatten nun Männer, die das fünfundzwanzigste Lebensjahr zurückgelegt hatten, die bayerische Staatsangehörigkeit seit mindestens einem Jahr besaßen, dem Staat seit mindestens einem Jahr eine direkte Steuer entrichteten und nicht entmündigt, konkurs- oder strafrechtlich verurteilt waren oder öffentliche Armenunterstützung bezogen.
Zur Errichtung eines Staatsgerichtshofs kam es am 30. März 1850. Obwohl dieses Gericht anfangs auf Ministeranklagen beschränkt war, stellte es doch einen wichtigen Schritt auf dem Weg zur Institutionalisierung der Verfassungsgerichtsbarkeit in Bayern dar.
Mit dem Beitritt zum Deutschen Reich 1871 waren umfangreiche Änderungen notwendig, so zur Umsetzung der Reichsjustizgesetze nach 1877.
Im Oktober 1913 wurden in der Öffentlichkeit Auszüge eines Rechtsgutachtens bekannt, das die Regierungsausübung des Prinzregenten Ludwig anstelle des nominellen Königs Otto I. als verfassungswidrig einstufte. Durch eine Änderung der bayerischen Verfassung wurde daher die grundsätzliche Möglichkeit geschaffen, im Fall einer lange andauernden Krankheit des Königs die Regentschaft zu beenden und den nächsten Wittelsbacher in der Thronfolge den bayerischen Thron besteigen zu lassen. Die Initiative zu dieser Verfassungsänderung ging dabei – anders als oft behauptet – nicht vom Prinzregenten Ludwig aus, sondern von seinen Ministern, insbesondere von Finanzminister Georg Ritter von Breunig. Nachdem der Staatsrat und die beiden Parlamentskammern zugestimmt hatten, trat das Gesetz zur Regentschaftsbeendigung am 4. November 1913 in Kraft. Am 5. November 1913 erklärte Prinzregent Ludwig in einer von den Ministern unterzeichneten Erklärung seine Regentschaft für beendet und den Thron als „erledigt“, womit König Otto I. seine Rechte als Staatsoberhaupt verlor. Am selben Tage wurde der bisherige Prinzregent als Ludwig III. zum König von Bayern ausgerufen.
Noch am 2. November 1918 wurde eine seit September 1917 diskutierte umfangreiche Verfassungsreform durch ein Abkommen zwischen der Kgl. Staatsregierung und allen Landtagsfraktionen geschlossen, das folgende Punkte enthielt:
- Einführung des Verhältniswahlrechts und des Frauenstimmrechts;
- Erweiterung der Kammer der Reichsräte durch gesetzlich festgelegte Vertreter bestimmter Berufsstände unter gleichzeitiger Reduzierung der Anzahl der Vertreter des Königshauses sowie Einschränkung der Befugnisse auf ein zweimaliges Veto gegen Beschlüsse der Abgeordnetenkammer.
- Bindung der Minister und der bayerischen Bundestagsgesandten an das Vertrauen der Abgeordnetenkammer (Parlamentarisierung).

König Ludwig III. stimmte noch am gleichen Tage der Umwandlung der konstitutionellen in eine parlamentarische Monarchie zu. Die Ausrufung der Republik am 7. November 1918 kam dieser jedoch zuvor.
Nach der Revolution von 1918 folgte den kurzlebigen Staatsgrundgesetzen vom 4. Januar und 17. März 1919 die Bamberger Verfassung von 1919, die den Übergang vom Königreich zum Freistaat Bayern abschloss.